# Parel van Karel II
De Parel van Karel II (Engels: "Pearl of Charles II") was een nu spoorloos verdwenen parel van meer dan 130 grein.
De grote druppelvormige witte parel moet volgens de bronnen op de beroemde La Peregrina hebben geleken. De parel werd door
de Spaanse edelman Don Pedro de Aponte, Conde Del Palmer aan de Spaanse koning Karel II geschonken. De parel werd door de Spaanse koninginnen als pendant van La Peregrina en als oorbel gedragen
De parel zou in 1734 bij een brand in het Koninklijk Paleis in Madrid verloren zijn gegaan.